# Pattinaggio di figura agli VIII Giochi asiatici invernali
Le competizioni di pattinaggio di figura agli VIII Giochi asiatici invernali si sono svolte dal 23 al 26 febbraio 2017 al Makomanai Ice Arena di Sapporo, in Giappone.

## Podi
| Evento                       | Oro                     | Argento                  | Bronzo                 |
| Singolo maschile (dettagli)  | Shoma Uno               | Jin Boyang               | Yan Han                |
| Singolo femminile (dettagli) | Choi Da-bin             | Li Zijun                 | Elizabet Tursynbayeva  |
| Coppia (dettagli)            | Yu Xiaoyu Zhang Hao     | Jin Yang Peng Cheng      | Kim Ju-sik Ryom Tae-ok |
| Danza (dettagli)             | YuLiu Xinyu Wang Shiyue | Chris Reed Kana Muramoto | Zhao Yan Chen Hong     |

## Medagliere
| Posiz. | Nazione        | Oro | Argento | Bronzo | Totale |
| ------ | -------------- | --- | ------- | ------ | ------ |
| 1      | Cina           | 2   | 3       | 2      | 7      |
| 2      | Giappone       | 1   | 1       | 0      | 2      |
| 3      | Corea del Sud  | 1   | 0       | 0      | 1      |
| 4      | Corea del Nord | 0   | 0       | 1      | 1      |
| 4      | Kazakistan     | 0   | 0       | 1      | 1      |
| Totale | Totale         | 4   | 4       | 4      | 12     |